# Скиф (телекомпания)
СКИФ — бывшая белорусская телерадиокомпания.
Основана в 1992 году. Входит в крупный холдинг "ООО Телеком-Гарант", который владеет такими проектами, как:
- Телеканал: Скиф
- Радиостанции: Скиф (Орша, Бобруйск) и Дельта (Витебск)
- Интернет провайдер: SkifNet
- Кабельное ТВ: Скиф (Цифровое и аналоговое)
- Онлайн ТВ: SkifNet TV

## История
- Телеканал был основан в 1992 году в Орше и первоначально ретранслировал телеканал 2х2.
- 1 октября 1993 года начал работу телеканал "Скиф-Бобруйск".
- В 1994 году появилась программа "Неделя", которая рассказывала о всех прошедших событиях за неделю.
- В 1995 году начато вещание в Витебске. В этом же году появились выпуски обычных новостей (до этого были только новости отдельного региона, которые показывались только в этом регионе). В них были собраны все репортажи всех региональных отделений телеканала.
- В 1996 открыт   Борисовский филиал холдинга «Телеком-гарант»
- С первых дней работы телеканал сотрудничал с КГБ и милицией. Так, после того, как на оршанском вокзале в дежурную часть была брошена граната, об этом сразу в прямом эфире сообщил начальник ГОВД, а по анонимным сообщениям телезрителей удалось установить местонахождение преступников.
- В 1997 году начала выходить программа "Правопорядок" о криминальных новостях, вышла в эфир борисовская версия телеканала.
- С 1998 года выходит программа "Диалог в прямом эфире". В ней представители власти могут напрямую пообщаться с обычными телезрителями.
- Самый долгоживущий проект телеканала "Скиф" - программа "Музыкальные поздравления". В ней телезрители могут по SMS-сообщению отправить поздравление человеку и указать клип на песню.
- В 1999 году вещание было начато в Полоцке.

## Закрытые программы
- «Музыкальные поздравления»
- «Диалог в прямом эфире»
- «Новости. Итоги»
- «Специальный репортаж»
- «Новости региона», «Новости»

- «Регион»

## Сетевые партнёры

### Скиф-Витебск, Бобруйск, Орша, Полоцк
- 2х2 (18 января 1993 — 8 января 1995)
- ТВ-6 (9 января 1995 — 16 сентября 2001)
- 7ТВ/Семёрка (17 сентября 2001 — 30 июня 2002, 24 марта 2010 — 31 декабря 2011)
- ТВС (1 июля 2002 — 21 июня 2003)
- Спорт (22 июня 2003 — 24 октября 2007)
- MTV Россия (2007?)
- Мир (25 октября 2007 — 23 марта 2010)
- Канал Disney (31 декабря 2011 — 22 апреля 2017)

## Факты
- На полоцкой версии телеканала используются совершенно другие заставки программ и канала, которые, в отличие от других, более плохого качества. К тому же, эта же версия канала вещает в формате 4:3, по всей видимости, из-за отсутствия специального оборудования и заставок, которые вообще не приспособлены к 16:9. Также используется оранжевая версия логотипа.